# Боровитиновы
Боровитиновы — дворянский род.
Старинный русский дворянский род, восходящий ко второй половине XVII века и владевший поместьями во Владимирской губернии, в каковой и был записан в VI части родословной книги, но Герольдией Правительствующего Сената, за недостаточностью приведённых доказательств, не признан в древнем дворянстве.

## Описание герба
Щит четверочастный. В первой и четвёртой чёрных частях выходящая слева из серебряной башни рука в золотых латах, держащая серебряный меч. Во второй и третьей червлёных частях золотой лев, держащий в правой лапе серебряный длинный крест.
Над щитом дворянский коронованный шлем. Нашлемник — два чёрных орлиных крыла, между ними серебряный меч остриём вверх. Намёт справа чёрный с серебром, слева червлёный с золотом. Щитодержатели: два золотых льва с червлёными языками. Герб рода Боровитиновых внесён в Часть 20 Общего гербовника дворянских родов Всероссийской империи, стр. 17.